# Norton Atlas
La Atlas è una motocicletta costruita dalla Norton dal 1962 al 1968.

## Il contesto
L'idea della Atlas venne dall'importatore statunitense Norton, Joe Berliner, che richiese alla Casa britannica un modello più potente e veloce della Dominator 650 SS. Il progetto fu affidato a Bert Hopwood, che partì dal bicilindrico della Dominator, nato nel 1948, maggiorandolo a 750 cm³ grazie all'aumento dell'alesaggio da 68 a 73 mm (la corsa restava invece invariata ad 89 mm). Per il resto la nuova moto, battezzata con il nome di un missile impiegato anche dalla NASA in quell'epoca, differiva poco dalla Dominator: uniche variazioni rispetto alla sorella più piccola erano la cartella colori più ampia e lo sfiatatoio presente alla base del cilindro sinistro (assente sulla 650). Restavano invariati il telaio (il celebre Featherbed derivato da quello della Manx da GP) e le sospensioni (forcella teleidraulica Norton Roadholder e ammortizzatori posteriori Girling).

## La moto
Battezzata inizialmente 750 SS, la moto fu disponibile inizialmente sul solo mercato americano, dover era proposta con un serbatoio da 9 litri e un manubrio "a corna di bue". La potenza dichiarata era di 52 CV a 6.500 giri/min, solo tre in più della Dominator 650 SS, ma essa arrivava in maniera più corposa, spingendo la Norton a oltre 190 km/h. Unico problema della moto erano le vibrazioni e il prezzo (sul mercato italiano costava circa 800.000 lire).
In Europa l'Atlas arrivò solo nel 1964: due le versioni disponibili, una "americana" con un carburatore e ruota posteriore 4.00-18 e una "europea" con due carburatori e ruota posteriore 3.50-19. Nello stesso anno la moto ricevette alcuni aggiornamenti: impianto elettrico a 12 volt, filtro dell'aria ai carburatori e contagiri di serie. L'Atlas fu costruita sino al 1968, anno in cui fu sostituita dall'innovativa Commando.